# インドネシアの宇宙開発
インドネシアの宇宙開発（インドネシアのうちゅうかいはつ）は、1960年代から観測ロケットが打ち上げられ、人工衛星の打ち上げに向けた努力が継続中である。アジア各国では近年、宇宙開発が活発化している。

## 概要
10機のカッパロケットK-8Iが1965年に太陽極小期国際観測年(IQSY)のために日本からインドネシアに輸出され、3機がパームングプーク発射所からインドネシア国立航空宇宙研究所(LAPAN)によって打ち上げられた。
1987年からRX-250-LPNの打上げが継続して行われ、2008年にはRX-320、2009年にはRX-420の打ち上げが行われている。
人工衛星打ち上げ用のRPS-420の打ち上げが予定される。2018年に最初の人工衛星を打ち上げ予定。